# Donald Leslie Frizzell
Donald Leslie Frizzell (Don L. Frizzell, 1906–1972) est un paléontologue américain.

## Publications
- (en) Frizzell D.L., 1928. Pododesmus macroschisma Deshayes. Nautilus 42(2): 67 & 43(3) 104 (1930)
- (en) Frizzell D.L., 1930. A new Pleistocene fossil from Port Blakely, Washington. Nautilus 43(4): 120–21.
- (en) Frizzell D.L., 1930. Variation in the sculpture of Acila castrensis Hinds. Nautilus 44(2): 50-53.
- (en) Frizzell D.L., 1930. Schizothaerus nuttalli capax Gld. not maxima Midd. Nautilus 44(2): 69.
- (en) Frizzell D.L., 1930. The status of Paphia tenerrima alta Waterfall. The Nautilus 44(2): 48-50.
- (en) Frizzell D.L., 1931. A Molluscan Species New to the Recent West Coast Fauna. Trans. San Diego Soc. Nat. Hist., Vol. VI, No. 21, pp 319–24, plate 22.
- (en) Frizzell D.L., 1935. Studies in the molluscan superfamily Veneracea. Stanford University Press. 262 pages.
- (en) Frizzell D.L., 1935. Bivalves of the genus Protothaca. Proc. Geol. Soc. Amer. for 1934: 387–88.
- (en) Miller R.C. & Frizzell D.L., 1936. Key to the pelecypod genera of Puget Sound. Proc. Geol. Soc. Amer for 1935: 415.
- (en) Frizzell D.L., 1936. Preliminary reclassification of veneracean pelecypods. Musée Royal d'Histoire Naturelle de Belgique, Bulletin 12(34): 84 pp.
- (en) Frizzell D.L. (with A. Myra Keen), 1953. Illustrated Key to West North American Pelecypod Genera. Stanford Univ. Press.
- (en) Frizzell D.L. (with Harriet Exline), 1955. Monograph of fossil holothurian sclerites.

## Hommages
La sous-espèce de serpents Oxyrhopus fitzingeri frizzelli Schmidt & Walker, 1943 est nommée en l'honneur de Don L. Frizzell.